# Декло (Айдахо)
Декло (англ. Declo) — місто в окрузі Кассія, штат Айдахо, США. Згідно з переписом 2010 року населення становило 343 особи, що на 5 осіб більше, ніж 2000 року.

## Географія
Декло розташоване за координатами 42°31′11″ пн. ш. 113°37′44″ зх. д. / 42.51972° пн. ш. 113.62889° зх. д. (42.519617, -113.628832).  За даними Бюро перепису населення США в 2010 році місто мало площу 0,74 км², уся площа — суходіл.

## Демографія

### Перепис 2010 року
За даними перепису 2010 року, у місті проживало 343 особи у 115 домогосподарствах у складі 87 родин. Густота населення становила 473,0 ос./км². Було 127 помешкань, середня густота яких становила 175,1/км². Расовий склад міста: 85,1 % білих, 4,1 % індіанців, 9,9 % інших рас, а також 0,9 % людей, які зараховують себе до двох або більше рас. Іспанці та латиноамериканці незалежно від раси становили 15,2 % населення.
Із 115 домогосподарств 45,2 % мали дітей віком до 18 років, які жили з батьками; 51,3 % були подружжями, які жили разом; 15,7 % мали господиню без чоловіка; 8,7 % мали господаря без дружини і 24,3 % не були родинами. 21,7 % домогосподарств складалися з однієї особи, у тому числі 9,6 % віком 65 і більше років. У середньому на домогосподарство припадало 2,98 мешканця, а середній розмір родини становив 3,44 особи.
Середній вік жителів міста становив 29,8 року. Із них 35,6 % були віком до 18 років; 8,7 % — від 18 до 24; 22,3 % від 25 до 44; 22,4 % від 45 до 64 і 10,8 % — 65 років або старші. Статевий склад населення: 50,1 % — чоловіки і 49,9 % — жінки.
Середній дохід на одне домашнє господарство  становив 46 262 долари США (медіана — 46 163), а середній дохід на одну сім'ю — 49 830 доларів (медіана — 46 657). За межею бідності перебувало 7,3 % осіб, у тому числі 10,5 % дітей у віці до 18 років та 2,0 % осіб у віці 65 років та старших.
Цивільне працевлаштоване населення становило 202 особи. Основні галузі зайнятості: сільське господарство, лісництво, риболовля — 42,6 %, освіта, охорона здоров'я та соціальна допомога — 18,3 %, виробництво — 14,4 %.

### Перепис 2000 року
За даними перепису 2000 року, у місті проживало 338 осіб у 103 домогосподарствах у складі 87 родин. Густота населення становила 466,1 ос./км². Було 113 помешкань, середня густота яких становила 155,8/км². Расовий склад міста: 75,44 % білих, 0,59 % афроамериканців, 0,30 % індіанців, 23,37 % інших рас і 0,30 % людей, які зараховують себе до двох або більше рас. Іспанці та латиноамериканці незалежно від раси становили 27,22 % населення.
Із 103 домогосподарств 48,5 % мали дітей віком до 18 років, які жили з батьками; 66,0 % були подружжями, які жили разом; 14,6 % мали господиню без чоловіка, і 14,6 % не були родинами. 10,7 % домогосподарств складалися з однієї особи, у тому числі 2,9 % віком 65 і більше років. У середньому на домогосподарство припадало 3,28 мешканця, а середній розмір родини становив 3,57 особи.
Віковий склад населення: 38,5 % віком до 18 років, 8,3 % від 18 до 24, 26,6 % від 25 до 44, 16,9 % від 45 до 64 і 9,8 % років і старші. Середній вік жителів — 27 року. Статевий склад населення: 49,7 % — чоловіки і 50,3 % — жінки.
Середній дохід домогосподарств у місті становив $36 528, родин — $39 286. Середній дохід чоловіків становив $32 083 проти $18 750 у жінок. Дохід на душу населення в місті був $12 884. Приблизно 9,4 % родин і 9,5 % населення перебували за межею бідності, включаючи 9,0 % віком до 18 років і жодного від 65 і старших.